# Громов, Александр Петрович (Герой Социалистического Труда)
Александр Петрович Гро́мов (29 марта 1913 — 1987) — слесарь Уфимского моторостроительного завода. Герой Социалистического Труда.

## Биография
Родился 29 марта 1913 года в деревне Котово Рыбинского района Ярославской области.
Образование — начальное. Трудовую деятельность начал в 1931 г. обрубщиком на Рыбинском моторостроительном заводе № 26. 
В 1935—1937 гг. служил в рядах Красной Армии. 
В 1937 г. вернулся на завод, работал слесарем-сборщиком. После эвакуации с декабря 1941 г. трудился на Уфимском моторостроительном заводе.
За долгие годы работы на предприятии А. П. Громов в совершенстве овладел сборкой изделий, вся собранная им продукция принималась с первого предъявления и отличалась высоким качеством. Одним из первых освоил сборку реактивных авиационных двигателей. Одному из первых на заводе ему было присвоено звание «Ударник коммунистического труда».
Свой большой производственный опыт А. П. Громов передавал молодым рабочим, обучил мастерству около 50 слесарей-сборщиков.
За выдающиеся заслуги в выполнении плана 1959—1965 гг. и создание новой техники Указом Президиума Верховного Совета СССР от 22 июля 1966 г. А. П. Громову присвоено звание Героя Социалистического Труда.
В 1976 году вышел на пенсию.
Депутат Верховного Совета Башкирской АССР седьмого созыва (1967—1971).
Умер в июле 1987 года.

## Награды
- Герой Социалистического Труда (1966)
- Орден Ленина

## Память
Имя А. П. Громова занесено в Книгу почёта Уфимского моторостроительного производственного объединения.